# 新塞迪
新塞迪是巴西南大河州的一个市镇。总面积118.519平方公里，总人口2968人，人口密度25人/平方公里。